# Вогнева підтримка

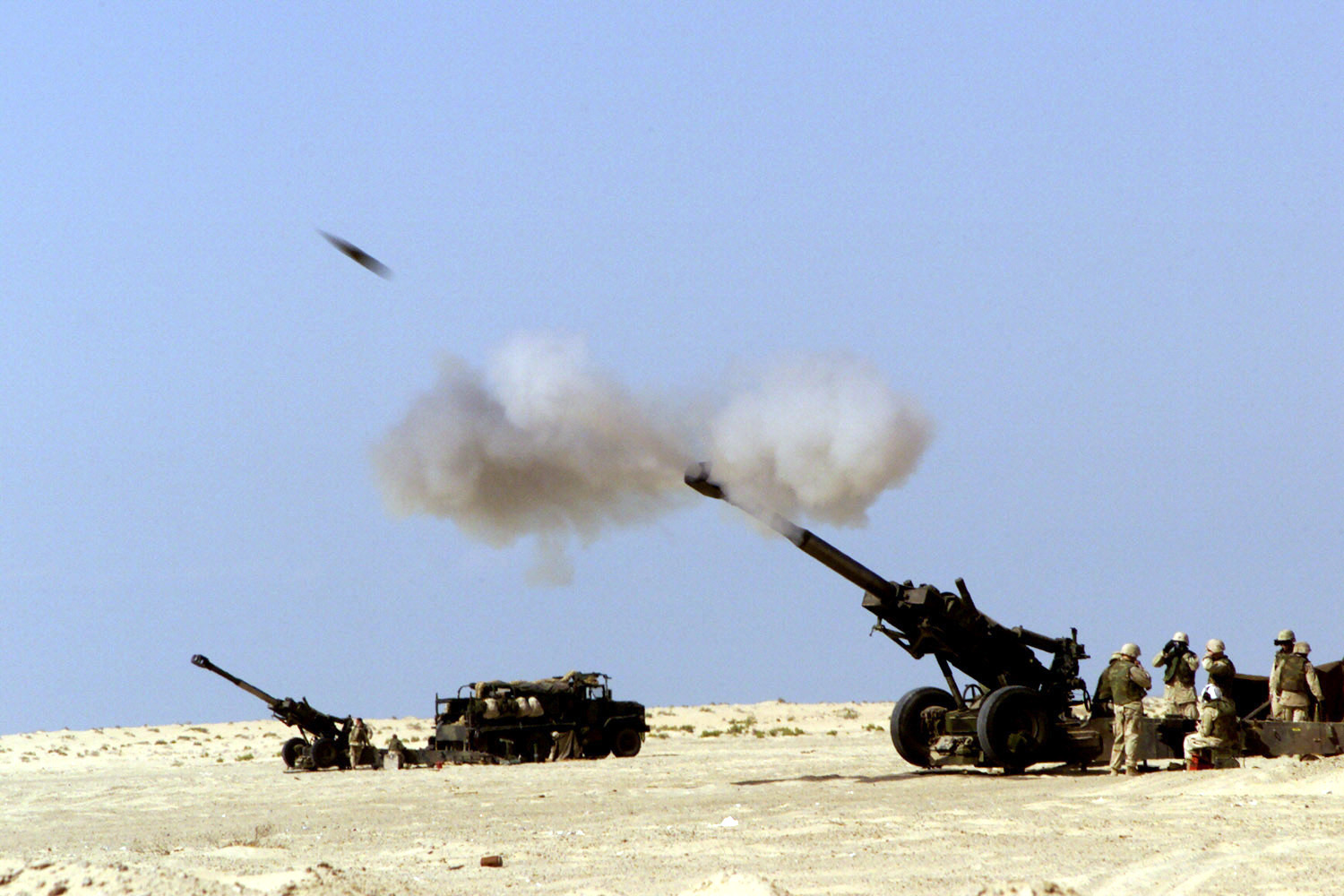

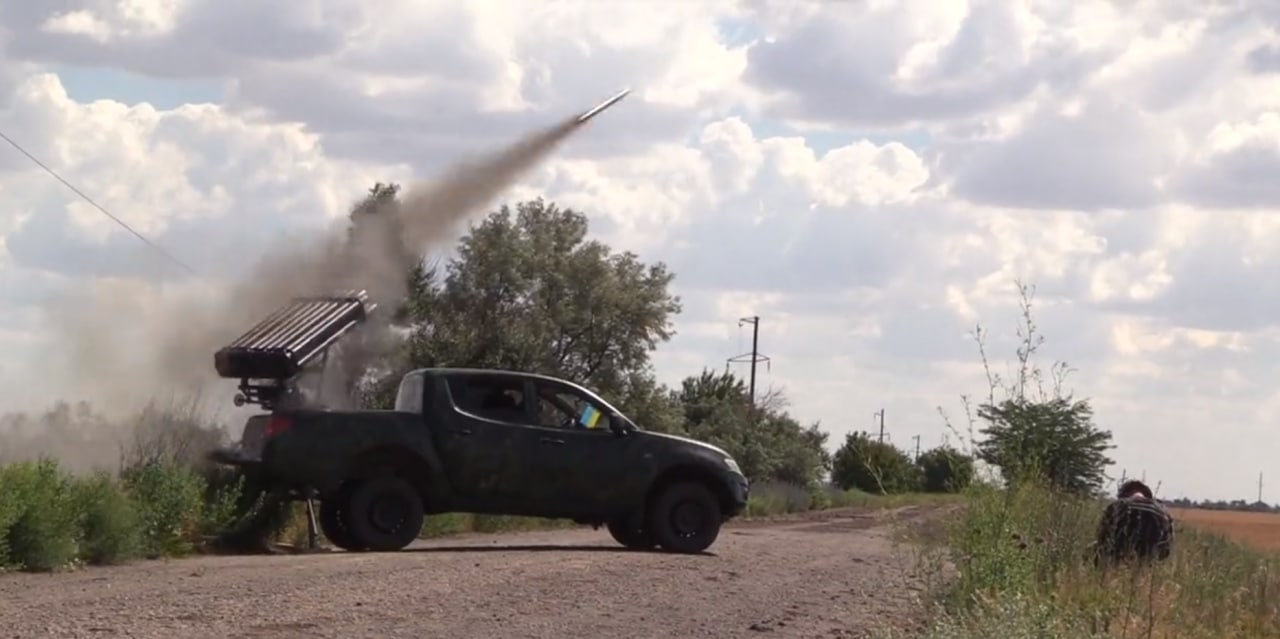
Саморобна реактивна система залпового вогню Збройних сил України на базі Mitsubishi L200

Вогнева́ підтри́мка атаки — бойові дії ракетних військ, артилерії і авіації під час атаки, що полягають у послідовному придушенні і знищенні живої сили і вогневих засобів противника, що чинить опір військам, що атакують. Проводиться з метою заборонити противнику відновлення порушеної в період вогневої підготовки системи вогню, управління і спостереження, подавити його живу силу і вогневі засоби, утримати вогневу перевагу над противником, заборонити йому маневр силами і засобами і тим самим створити умови для швидкого просування танкових і механізованих підрозділів (частин), що атакують вперед.
Складовими частинами вогневої підтримки є артилерійська підтримка і авіаційна підтримка атаки. Починається вогнева підтримка услід за вогневою підготовкою з переходом танкових і механізованих підрозділів в атаку і проводиться зазвичай до опанування атакуючими військами районів оборони батальйонів першого ешелону противника, а інколи і на більшу глибину.